# Luis Felipe Uribe
Luis Felipe Uribe Bermúdez (Pereira, 3 de septiembre de 2001) es un deportista colombiano que compite en saltos de trampolín. Ganó tres medallas en los Juegos Panamericanos de 2023.

## Palmarés internacional
| Juegos Panamericanos | Juegos Panamericanos | Juegos Panamericanos | Juegos Panamericanos |
| Año                  | Lugar                | Medalla              | Prueba               |
| -------------------- | -------------------- | -------------------- | -------------------- |
| 2023                 | Santiago (Chile)     | Medalla de plata     | Trampolín 3 m        |
| 2023                 | Santiago (Chile)     | Medalla de plata     | Trampolín 3 m sincro |
| 2023                 | Santiago (Chile)     | Medalla de bronce    | Trampolín 1 m        |